# Chương trình Buran
Chương trình tàu vũ trụ sử dụng nhiều lần Buran (Бура́н có nghĩa là "bão tuyết" hay "trận bão tuyết" trong tiếng Nga) được khởi động năm 1976 tại TsAGI như một đối trọng với Chương trình tàu con thoi của Hoa Kỳ. Các nhà chính trị Xô viết tin rằng các tàu vũ trụ sẽ là một vũ khí hiệu quả bởi vì Bộ Quốc phòng Mỹ có tham gia vào dự án, và có thể đặt ra một mối đe doạ tiềm tàng tới sự cân bằng quyền lực trong Chiến tranh Lạnh. Dự án này là lớn nhất và đắt tiền nhất trong lịch sử khám phá vũ trụ Xô viết.
Bởi vì chương trình Buran được bắt đầu sau Tàu con thoi Columbia và bởi vì có nhiều điểm tương đồng thị giác giữa các tàu vũ trụ của hai chương trình - một trường hợp làm nhớ lại sự tương đồng giữa hai chiếc máy bay siêu thanh Tupolev Tu-144 và Concorde - nhiều người cho rằng hoạt động tình báo thời Chiến tranh Lạnh đóng một vai trò trong sự phát triển của Xô viết. Tuy nhiên, mọi người cũng biết rằng tuy hình dáng bên ngoài giống như tàu con thoi của Mỹ (vì các luật của khí động học), bên trong tàu của Liên Xô được sắp đặt và phát triển bởi các nhà khoa học Nga.
Mặc khác, Các nhà lãnh đạo Liên Xô đã giao nhiệm vụ cho các kỹ sư chế tạo một tàu vũ trụ theo kiểu Mỹ bởi vì người Mỹ đã trải qua một chặng đường dài thử nghiệm và khắc phục những sai lầm. Bảy năm sau khi tàu con thoi Columbia đầu tiên của Mỹ được phóng vào năm 1981, tàu Buran của Liên Xô đã thực hiện chuyến bay huyền thoại.

## Những khác biệt căn bản so với tàu con thoi của NASA
- Buran không phải là một phần có tính toàn bộ của hệ thống, mà là một tải trọng cho tên lửa phóng Energia. Các tải trọng khác ngoài Buran, khối lượng lên đến 80 tấn, có thể được tên lửa đẩy Energia nhấc lên, như trong trường hợp phóng đầu tiên của nó.
- Energia ngay từ đầu được thiết kế để sử dụng vào nhiều mục đích, ngoài việc phóng tàu con thoi. Cấu hình lớn nhất (không bao giờ được chế tạo) có thể đưa 200 tấn lên quỹ đạo. Vì Buran được thiết kế cho cả những chuyến bay có người lái và không người lái, nó có khả năng hạ cánh tự động, kiểu tàu có người lái không bao giờ được dùng.
- Phần bay vào quỹ đạo không có các động cơ rocket chính, dành không gian cần thiết để mang thêm tải trọng. Kết cấu hình trụ lớn nhất là tên lửa phóng Energia, không chỉ đơn giản là một bình chứa nhiên liệu.
- Tên lửa đẩy dùng nhiên liệu lỏng (kerosene/oxygen).
- Tên lửa Energia, gồm các cả động cơ chính, được thiết kế để có thể sử dụng nhiều lần nhưng việc nguồn tài chính dành cho nó bị cắt nên một phiên bản sử dụng nhiều lần của Energia không bao giờ được hoàn thành. Tàu con thoi của NASA có các động cơ chính sử dụng nhiều lần ở phần vào quỹ đạo và tên lửa đẩy dùng nhiên liệu rắn sử dụng nhiều lần, nhưng mỗi lần phóng nó phải thay mới bình nhiên liệu bên ngoài vì bình chứa không thể thu hồi lại được và nó bị đốt bỏ trong khí quyển.
- Buran ở cấu hình tiêu chuẩn có thể nhấc 30 tấn lên quỹ đạo, so với 25 tấn của tàu con thoi của NASA.
- Buran có tỷ lệ nâng/lực cản cao: 6,5, so với 5,5 của tàu con thoi của NASA.
- Buran được thiết kế để có thể mang 20 tấn trọng lượng từ quỹ đạo trở về, so với 15 tấn của tàu con thoi của NASA.
- Các viên gạch chống nhiệt của Buran và của tàu con thoi Mỹ được xếp đặt khác kiểu nhau. Các kỹ sư Xô viết tin rằng thiết kế của họ ưu việt hơn về nhiệt động. Hệ thống chống nhiệt (TPS) của Buran không có các thanh Carbon-Carbon Tăng cường (RCC) màu xám hay chỏm mũi của STS, chính sự thiệt hại đến các thanh RCC là nguyên nhân chính dẫn tới thảm hoạ tàu Columbia năm 2003.
- Thành phần của Buran tương đương với Hệ thống Vận chuyển Quỹ đạo (Orbital Maneuvering System) tại tàu con thoi sử dụng nhiên liệu ít độc hại hơn (GOX/Kerosene) và có tính năng hoạt động tốt hơn.
- Buran được thiết kế để có thể di chuyển tới bệ phóng theo chiều ngang trên các đường ray đặc biệt, và sau đó dựng thẳng đứng lên tại điểm phóng. Điều nay cho phép nó được triển khai nhanh hơn tàu con thoi Mỹ, vốn phải di chuyển theo chiều dọc và vì thế rất chậm chạp.

## Sự phát triển

Buran trên lưng chiếc Antonov An-225.

Buran chuẩn bị phóng ngày 15/11/1988

Chương trình tàu vũ trụ sử dụng nhiều lần của Xô viết bắt đầu từ ngay những ngày đầu tiên của kỷ nguyên vũ trụ, cuối thập niên 1950. Ý tưởng về tàu vũ trụ sử dụng nhiều lần của Xô viết có từ rất lâu dù không mang tính liên tục, cũng không được tổ chức rõ ràng, kiên định mục tiêu. Trước Buran, không có chương trình hay dự án nào tiến tới giai đoạn sản xuất.
Sự lặp lại ý tưởng lần đầu là máy bay tên lửa ở khí quyển tầm cao Burya, nó tiến tới giai đoạn sản xuất mẫu thử nghiệm. Nhiều chuyến bay thử nghiệm đã được thực hiện, trước khi nó bị huỷ bỏ theo lệnh của Ủy ban trung ương. Burya có mục tiêu vận chuyển một khối lượng nguyên tử, có lẽ là đến Mỹ, và sau đó quay về căn cứ. Sự huỷ bỏ dự án dựa trên quyết định cuối cùng về việc phát triển ICMB. Lần tiếp sau ý tưởng này được lặp lại bởi Zvezda từ đầu thập niên 1960, có vẻ nó cũng tiến đến giai đoạn sản xuất mẫu thử nghiệm, mặc dù không có chi tiết nào khác về dự án này được biết rõ ràng. Sau Zvezda, đã có một khoảng đứt quãng trong các dự án sử dụng nhiều lần đến tận Buran.
Sự phát triển Buran bắt đầu vào đầu thập niên 1970 để đối trọng với chương trình tàu con thoi của Mỹ. Trong khi các kỹ sư Xô viết ưa thích một kiểu phương tiện nhỏ, nhẹ và có thân nhỏ hơn, các nhà lãnh đạo quân đội lại muốn có một bản copy đúng tỷ lệ của tàu con thoi với cánh tam giác trong nỗ lực nhằm giữ vững sự cân bằng giữa các siêu cường.
Việc chế tạo các tàu con thoi bắt đầu năm 1980 và tới năm 1984 chiếc Buran đúng tỷ lệ đã xuất xưởng. Chuyến bay thử nghiệm dưới quỹ đạo đầu tiên của mẫu có tỷ lệ nhỏ diễn ra vào khoảng tháng 7 năm 1983. Khi dự án được xúc tiến, thêm năm chuyến nữa diễn ra của mẫu theo tỷ lệ diễn ra. Một phương tiện thử nghiệm được chế tạo với bốn động cơ phản lực ở hai bên, phương tiện này thường được gọi là OK-GLI, hay là "Phiên bản khí động lực tương tự của Buran". Các máy bay phản lực được sử dụng để cất cánh từ một khoảng đường băng thông thường, và sau khi đã tới điểm được chỉ định, các động cơ sẽ bị ngắt và OK-GLI lướt đi để hạ cánh. Việc thử nghiệm này cung cấp các thông tin có giá trị về những đặc thù vận dụng trong thiết kế Buran, và thuận tiện hơn so với cách dùng máy bay thường đưa mẫu lên rồi thả ra như Mỹ và các hãng khác làm để thử nghiệm máy bay. Hai mươi bốn chuyến bay thử nghiệm của OK-GLI được tiến hành và sau đó tàu con thoi đã "rách rưới".

## Chuyến bay đầu tiên
Chuyến bay quỹ đạo đầu tiên và duy nhất (không người lái) của tàu con thoi Buran 1.01 diễn ra lúc 3:00 UTC ngày 15 tháng 11 năm 1988. Nó được đưa lên quỹ đạo bởi tên lửa Energia được thiết kế đặc biệt. Hệ thống cứu mạng các nhà du hành không được lắp đặt và cũng không có phần mềm được cài đặt trên bảng hiển thị CRT.
Tàu con thoi này bay quanh Trái Đất hai lần trong 206 phút trước khi quay về, trình diễn một màn tự động hạ cánh ấn tượng ở trên đường băng sân bay vũ trụ Baikonur.
Một phần cuộc phóng được đưa lên truyền hình nhưng cảnh tàu rời bệ phóng không được quay. Điều này dẫn đến một số suy đoán rằng sứ mệnh này có thể đã bịa đặt và rằng vụ hạ cánh tiếp sau có thể không phải là từ quỹ đạo mà là từ một máy bay chở tàu vũ trụ. (Cần lưu ý rằng ở Mỹ, hành động này chỉ được sử dụng để kiểm tra các đặc điểm bay của tàu con thoi trong việc tiếp cận và hạ cánh bằng cách sử dụng phương tiện thử nghiệp tiếp cận và hạ cánh của Tàu con thoi Enterprise, vì thế khi nhiệm vụ STS-1 sắp kết thúc, cách thức xử lý đặc điểm của Tàu con thoi Columbia đã được biết đến.) Từ đó, băng video về vụ phóng được giới thiệu với công chúng, xác nhận rằng tàu thật sự được phóng lên, với các điều kiện thời tiết xấu do các phương tiện truyền thông Nga miêu tả dễ nhận thấy vào thời điểm đó.

## Kết quả
Sau chuyến bay đầu tiên dự án bị treo lại vì thiếu ngân sách và tình hình chính trị ở Liên Xô. Hai chiếc tàu vũ trụ sau, dự kiến hoàn thành năm 1990 (thường gọi là Ptichka, nghĩa là "con chim nhỏ") và 1992 không bao giờ hoàn thành. Dự án bị chính thức kết thúc vào ngày 30 tháng 6 năm 1993 bởi Tổng thống Boris Yeltsin. Vào thời điểm nó bị huỷ bỏ, 20 tỷ rúp đã được chi tiêu cho chương trình.
Trong khi sự thiếu hụt tài chính được mọi người coi là nguyên nhân dẫn tới sự huỷ bỏ chương trình Buran, vẫn có nhiều lời đồn đại rằng nguyên bản tàu Buran đã bị hư hại khi nó quay trở về sau chuyến bay duy nhất vào vũ trụ dẫn tới việc những vụ phóng sau đó không thể xảy ra được. Các bức ảnh và video về tàu Buran quay về từ quỹ đạo không ủng hộ giả thuyết này.
Chương trình Buran được thiết kế với mục đích nâng cao sự tự hào quốc gia, tiến hành nghiên cứu và đạt tới những mục đích kỹ thuật tương tự với chương trình tàu con thoi của Mỹ, gồm cả việc tiếp tế cho trạm không gian Mir, đã được phóng lên năm 1986 và được sử dụng đến tận năm 2001. Khi Mir lần cuối ghép nối với một tàu con thoi, vị khách không phải là Buran mà là một tàu con thoi Mỹ.
Buran SO, một module lắp ghép định dùng để ghép nối với trạm vũ trụ Mir, cuối cùng được chỉnh lại để phù hợp với các tàu con thoi của Mỹ trong các nhiệm vụ Tàu con thoi–Mir.
Các tàu con thoi đã được hoàn thành 1.01 (11F35 K1, "Buran") và 1.02 (11F35 K2, thường gọi là "Ptichka"), và những thứ còn lại của dự án hiện là tài sản của Kazakhstan. Năm 2002, nhà chứa chiếc tàu Buran 1.01 duy nhất từng bay lên vũ trụ và một mô hình tên lửa Energia sụp đổ vì không được bảo dưỡng thường xuyên, làm hư hỏng con tàu. Tám công nhân cũng thiệt mạng trong vụ sụp mái nhà này.
Burans 2.01 (11F35 K3) và 2.02 (11F35 K4) (một serie thứ hai với thiết kế buồng lái đã được sửa đổi, được trang bị các ghế phóng Zvezda K-36RB cho những chuyến bay có người lái) không bao giờ rời khỏi xưởng chế tạo, nhà máy Tushino, và hiện vẫn ở đó trong tình trạng kém. Các phần của các tàu đang được rao bán trên Internet.
Chiếc Buran 2.03 (11F35 K5), chỉ được chế tạo từng phần, đã bị tháo dỡ khi chương trình bị đóng lại và không còn tồn tại nữa.
Cùng với tám chiếc Buran được "sản xuất", có tám thiết bị thử nghiệm. Chúng được dùng để thử nghiệm sự nhiễu khí quyển hay thử nghiệm khí quyển, và một số thì đơn giản được dùng làm mô hình tử nghiệm lắp ráp điện, quy trình xử lý của đội bay, v.v.

## Các serie và tình trạng hiện tại

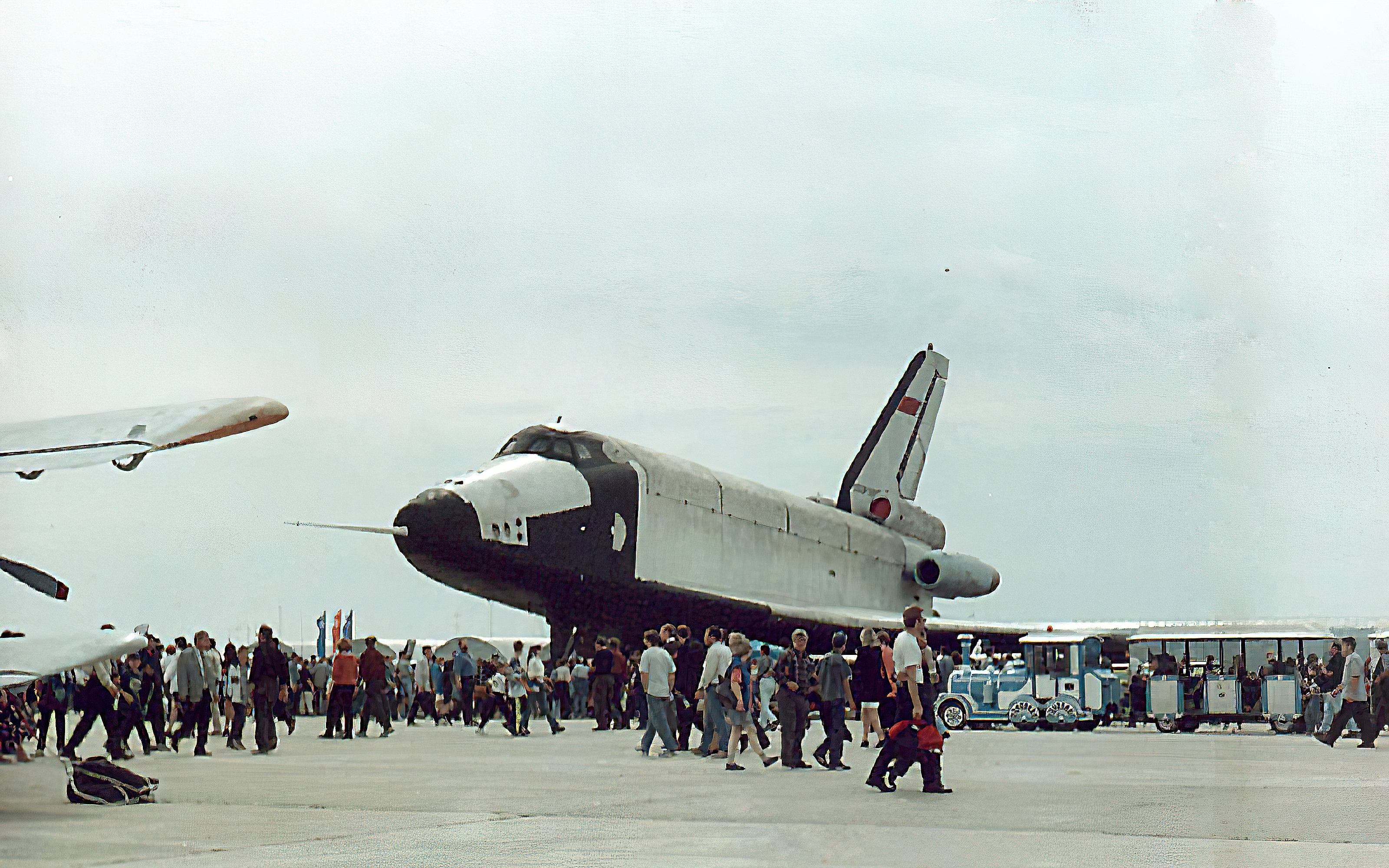
Mô hình thí nghiệm khí quyển Buran, MACS, Zhukovski, 1999.

1. OK-M (sau đó OK-ML-1) Thử nghiệm tĩnh điện, hiện ở sân bay vũ trụ Baikonur
2. OK-GLI Thử nghiệm hàng không
3. OK-KS Thử nghiệm điện/tích hợp, hiện ở nhà máy Energia ở Korolev
4. OK-MT (sau đó OK-ML-2) Mô hình kỹ thuật Hiện ở sân bay vũ trụ Baikonur
5. OK-??? Thử nghiệm tĩnh điện, tình trạng không rõ
6. OK-TVI Static heat/vacuum testbed, tình trạng không rõ
7. OK-??? Thử nghiệm tĩnh điện, tình trạng không rõ
8. OK-TVA Thử nghiệm tĩnh điện, hiện ở Công viên Gorky, Moskva

Thiết bị thử nghiệm OK-GLI được lắp bốn động cơ phản lực ở phía sau (bình nhiên liệu cho động cơ chiếm một phần tư khoang chứa hàng). Chiếc Buran này có thể cất cánh bằng lực đẩy riêng của mình cho các chuyến bay thử nghiệm, trái ngược với các thiết bị thử nghiệm Mỹ, hoàn toàn không có lực đẩy riêng phải được phóng từ trên không.
Sau khi chương trình bị huỷ bỏ, OK-GLI được cất giữ ở căn cứ không quân Zhukovsky, gần Moskva, và cuối cùng được một công ty Úc mua lại. Nó được chuyển bằng tàu thủy về Sydney, Úc qua Gothenburg, Thụy Điển — tới nơi vào ngày 9 tháng 2 năm 2000 – và xuất hiện như một thứ để thu hút khách du lịch bên dưới một kết cấu tạm ở cảng Darling trong vài năm.
Các vị khách có thể đi quanh và chui vào trong (một lối đi được làm dọc theo khoang chứa hàng), và đang có kế hoạch kéo nó đi quanh các thành phố ở Úc và châu Á. Tuy nhiên, người sở hữu bị phá sản và thiết bị chuyển ra ngoài trời, nó hiện đang bị hư hỏng và bị phá hoại.
Tháng 9 năm 2004 một đội nhà báo người Đức tìm thấy tàu con thoi gần Bahrain. Nó được Bảo tàng Sinsheim Auto & Technik mua lại, nhưng vẫn chưa được chuyển về Đức.
Vụ tai nạn năm 2003 của tàu con thoi Mỹ làm nhiều người tự hỏi liệu tên lửa phóng Energia hay tàu Buran của Nga có thể được tái sử dụng. Tuy nhiên, tới lúc đó tất cả các thiết bị cho cả hai thứ (gồm cả các thân tàu) đã ở trong tình trạng ọp ẹp hay bị sử dụng vào mục đích khác sau khi bị bỏ đi sau sự sụp đổ của Liên bang Xô Viết.

## Buran trong khoa học viễn tưởng
Tàu con thoi Buran, cùng với chương trình tàu vũ trụ khác của Xô viết, Spiral, được sử dụng trong tiểu thuyết "Zvezdy - holodnie igrushki" (Các ngôi sao là những đồ chơi lạnh giá) của Sergei Vasiljevitch Lukyanenko. Được trang bị một "động cơ nhảy" viễn tưởng, Buran là một trong những phương tiện đầu tiên để thực hiện thương mại liên sao với người hành tinh khác. Giống với kiểu cốt truyện đặc trưng về tàu vũ trụ vốn là điển hình của khoa học viễn tưởng phương Tây. Tuy nhiên, có khả năng dù nước nào hay liên minh nào đảm nhận chuyến bay có người lái vượt qua vành đai van Allen của Trái Đất, họ sẽ sử dụng khí cụ vũ trụ truyền thống chứ không dùng các máy bay vũ trụ.
Tàu con thoi Buran cũng lên phim trong một trò chơi video Rainbow Six, phiên bản mở, Eagle Watch.

### Về Nga
- Energia - Tên lửa đẩy, phần thứ hai của hệ thống vũ trụ "Buran-Energia".
- Antonov An-225 - Máy bay lớn nhất thế giới (theo MTOW), được chế tạo để chở Buran
- Trạm vũ trụ Mir
- Sân bay vũ trụ Baikonur

### Về vũ trụ
- Chương trình tàu con thoi
- Chương trình vũ trụ có người điều khiển
- Chương trình vũ trụ không người điều khiển
- Thám hiểm vũ trụ